# 外链
外链，全稱為外部链接，指將網页中的字串或圖像链接外部網站的某一網頁。外部链接的使用方法比较简单，直接使用链接标签的href属性添加超级链接即可。

## 作用
在SEO中，外链能够极大的增加网站权重，让网站关键词有好的排名，这是因为搜索引擎是通过外链和锚文本来抓取网页内容的，增加外链能增加网站的曝光度，使网站权重得到提升。